# Ношпал
Ношпал (мкд. Ношпал) је насеље у Северној Македонији, у јужном делу државе. Ношпал припада општини Могила.

## Географија
Насеље Ношпал је смештено у јужном делу Северне Македоније. Од најближег већег града, Битоља, насеље је удаљено 28 km североисточно.
Ношпал се налази у средишњем делу Пелагоније, највеће висоравни Северне Македоније. Насељски атар је махом равничарски, док се даље, на истоку, издиже Селечка планина. Западно од насеља протиче Црна река. Надморска висина насеља је приближно 590 метара.
Клима у насељу је континентална.

## Становништво
Ношпал је према последњем попису из 2002. године имао 348 становника.
Претежно становништво по последњем попису су етнички Македонци (99%).
Већинска вероисповест је православље.